# خانه عدلو
منزل عدلو مربوط به دوره قاجار است و در شیراز، محله سنگ سیاه واقع شده و این اثر در تاریخ ۲۵ اسفند ۱۳۷۹ با شمارهٔ ثبت ۳۶۶۸ به‌عنوان یکی از آثار ملی ایران به ثبت رسیده است.